# تشخماق بلاغ سفلي
تشخماق‌ بلاغ سفلي هي قرية في مقاطعة هريس، إيران. عدد سكان هذه القرية هو 98 في سنة 2006.